# ISO 8859-15
ISO 8859-15 is een tekencoderingsstandaard van de ISO.
Een iets formelere term is ISO/IEC 8859-15, een iets minder formele Latin-9 (en onofficieel ook wel Latin-0). De standaard is deel 15 van ISO/IEC 8859, een tekencoderingsstandaard gedefinieerd door ISO. Het gelijkt sterk op ISO 8859-1, maar enkele weinig gebruikte tekens zijn vervangen en onder andere het euroteken is toegevoegd.
De door IANA aan deze tekenset toegekende naam is ISO-8859-15 (let op het extra streepje); aliassen zijn ISO_8859-15 en Latin-9.
Alle zichtbare tekens uit zowel ISO 8859-1 als uit ISO 8859-15 zijn ook te vinden in Windows-1252.

## Verschillen met ISO 8859-1
| Positie | 0xA4 | 0xA6 | 0xA8 | 0xB4 | 0xB8 | 0xBC | 0xBD | 0xBE |
| ------- | ---- | ---- | ---- | ---- | ---- | ---- | ---- | ---- |
| 8859-1  | ¤    | ¦    | ¨    | ´    | ¸    | ¼    | ½    | ¾    |
| 8859-15 | €    | Š    | š    | Ž    | ž    | Œ    | œ    | Ÿ    |

Het euroteken was nodig vanwege de introductie van de euro, maar ontbrak in ISO-8859-1. Aan de andere zeven toegevoegde tekens lag informatie-uitwisseling ten grondslag. Š, š, Ž en ž worden gebruikt in enkele leenwoorden en transcripties van Russische namen in de Finse taal en Estische typografie. Œ en œ zijn Franse ligaturen en Ÿ is benodigd in Franse tekst met hoofdletters.

## Codetabel
Aangezien alle 191 tekens van ISO/IEC 8859-15 grafisch zijn en getoond kunnen worden door de meeste webbrowsers, worden ze in de tabel hieronder als teken getoond. Aangezien de spatie, de "onbreekbare" spatie en het "zachte afbreekstreepje" normaal niet zichtbaar zijn, worden ze weergegeven door een afkorting voor hun naam. Alle andere tekens worden letterlijk weergegeven. De rij- en kolomkoppen van de tabel geven de hexadecimale cijfercombinaties aan van de 8-bits waarde; de letter L heeft bijvoorbeeld nummer 4C (hex), oftewel binair 01001100 of decimaal 76.
| ISO/IEC 8859-15 | ISO/IEC 8859-15 | ISO/IEC 8859-15 | ISO/IEC 8859-15 | ISO/IEC 8859-15 | ISO/IEC 8859-15 | ISO/IEC 8859-15 | ISO/IEC 8859-15 | ISO/IEC 8859-15 | ISO/IEC 8859-15 | ISO/IEC 8859-15 | ISO/IEC 8859-15 | ISO/IEC 8859-15 | ISO/IEC 8859-15 | ISO/IEC 8859-15 | ISO/IEC 8859-15 | ISO/IEC 8859-15 |
|                 | x0              | x1              | x2              | x3              | x4              | x5              | x6              | x7              | x8              | x9              | xA              | xB              | xC              | xD              | xE              | xF              |
| --------------- | --------------- | --------------- | --------------- | --------------- | --------------- | --------------- | --------------- | --------------- | --------------- | --------------- | --------------- | --------------- | --------------- | --------------- | --------------- | --------------- |
| 0x              | niet in gebruik | niet in gebruik | niet in gebruik | niet in gebruik | niet in gebruik | niet in gebruik | niet in gebruik | niet in gebruik | niet in gebruik | niet in gebruik | niet in gebruik | niet in gebruik | niet in gebruik | niet in gebruik | niet in gebruik | niet in gebruik |
| 1x              | niet in gebruik | niet in gebruik | niet in gebruik | niet in gebruik | niet in gebruik | niet in gebruik | niet in gebruik | niet in gebruik | niet in gebruik | niet in gebruik | niet in gebruik | niet in gebruik | niet in gebruik | niet in gebruik | niet in gebruik | niet in gebruik |
| 2x              | SP              | !               | "               | #               | $               | %               | &               | '               | (               | )               | *               | +               | ,               | -               | .               | /               |
| 3x              | 0               | 1               | 2               | 3               | 4               | 5               | 6               | 7               | 8               | 9               | :               | ;               | <               | =               | >               | ?               |
| 4x              | @               | A               | B               | C               | D               | E               | F               | G               | H               | I               | J               | K               | L               | M               | N               | O               |
| 5x              | P               | Q               | R               | S               | T               | U               | V               | W               | X               | Y               | Z               | [               | \               | ]               | ^               | _               |
| 6x              | `               | a               | b               | c               | d               | e               | f               | g               | h               | i               | j               | k               | l               | m               | n               | o               |
| 7x              | p               | q               | r               | s               | t               | u               | v               | w               | x               | y               | z               | {               | \|              | }               | ~               |                 |
| 8x              | niet in gebruik | niet in gebruik | niet in gebruik | niet in gebruik | niet in gebruik | niet in gebruik | niet in gebruik | niet in gebruik | niet in gebruik | niet in gebruik | niet in gebruik | niet in gebruik | niet in gebruik | niet in gebruik | niet in gebruik | niet in gebruik |
| 9x              | niet in gebruik | niet in gebruik | niet in gebruik | niet in gebruik | niet in gebruik | niet in gebruik | niet in gebruik | niet in gebruik | niet in gebruik | niet in gebruik | niet in gebruik | niet in gebruik | niet in gebruik | niet in gebruik | niet in gebruik | niet in gebruik |
| Ax              | NBSP            | ¡               | ¢               | £               | €               | ¥               | Š               | §               | š               | ©               | ª               | «               | ¬               | SHY             | ®               | ¯               |
| Bx              | °               | ±               | ²               | ³               | Ž               | µ               | ¶               | ·               | ž               | ¹               | º               | »               | Œ               | œ               | Ÿ               | ¿               |
| Cx              | À               | Á               | Â               | Ã               | Ä               | Å               | Æ               | Ç               | È               | É               | Ê               | Ë               | Ì               | Í               | Î               | Ï               |
| Dx              | Ð               | Ñ               | Ò               | Ó               | Ô               | Õ               | Ö               | ×               | Ø               | Ù               | Ú               | Û               | Ü               | Ý               | Þ               | ß               |
| Ex              | à               | á               | â               | ã               | ä               | å               | æ               | ç               | è               | é               | ê               | ë               | ì               | í               | î               | ï               |
| Fx              | ð               | ñ               | ò               | ó               | ô               | õ               | ö               | ÷               | ø               | ù               | ú               | û               | ü               | ý               | þ               | ÿ               |

Aan de codes 00–1F, 7F en 80–9F zijn in ISO/IEC 8859-15 geen tekens toegekend.
ISO-8859-15 is weliswaar ontwikkeld als een verbeterde versie van ISO-8859-1, maar daardoor ontbreekt er wel een aantal minder gebruikte tekens in ISO-8859-15, waaronder enkele fracties en diakritische tekens zonder letter: het algemeen valutateken (¤), de gebroken verticale streep (¦), het trema (¨), de accent aigu (´), de cedille (¸), een kwart (¼), een half (½) en driekwart (¾).